# Командування ООН
Командування Організації Об'єднаних Націй (англ. United Nations Command) (UNC) — багатонаціональні військові сили, створені для підтримки Республіки Корея (Південна Корея) під час і після Корейської війни. Це було перше міжнародне об'єднане командування в історії та перша спроба реалізації колективної безпеки відповідно до Статуту ООН.
Командування ООН було створено 7 липня 1950 року після того, як Рада Безпеки ООН визнала агресію Північної Кореї проти Південної Кореї. Клопотання було прийнято через те, що Радянський Союз, близький союзник Північної Кореї та член Ради Безпеки ООН, бойкотував рішення ООН у той час через визнання нею Китайської Республіки, а не Китайської Народної Республіки. Країни-члени ООН були закликані надати допомогу у відбитті вторгнення Півночі, а Командування ООН мало забезпечити створення об'єднаної командної структури, під керівництвом якої діятимуть розрізнені сили від багатьох країн світу. Під час війни 22 країни виділили військовий або медичний персонал у розпорядження Командування ООН. Хоча фактично США очолювали UNC і надали основну частину його військ та забезпечили фінансування, усі учасники формально воювали під егідою ООН, в операції, класифікованою як «операція під проводом ООН».
27 липня 1953 року Командування Об'єднаних Націй, Корейська народна армія та китайські народні добровольці підписали Корейську угоду про перемир'я, поклавши край відкритим військовим діям. Угода заснувала Військову комісію з перемир'я (MAC), що складається з представників підписантів, для нагляду за виконанням умов перемир'я, і Наглядову комісію нейтральних держав (NNSC), що складається з країн, які не брали участі в конфлікті, для моніторингу дотримання умов перемир'я щодо посилення чи переозброєння сторін. У 1975 році Генеральна Асамблея ООН прийняла резолюцію 3390, яка закликала сторони Угоди про зброю замінити її мирною угодою, і висловила надію, що Командування ООН буде розпущено 1 січня 1976 року. Але після цього UNC продовжує функціонувати.
З 1953 року основними обов'язками Командування ООН було підтримання перемир'я та сприяння заходам дипломатії між Північною та Південною Кореєю. Хоча зустрічі Військової комісії з перемир'я не відбувалися з 1994 року, представники Командування ООН регулярно залучають членів Корейської народної армії до офіційних і неофіційних зустрічей. Останні офіційні переговори щодо умов перемир'я відбулися між жовтнем і листопадом 2018 року. Чергові офіцери з обох сторін спільної зони безпеки (широко відомої як село перемир'я Пханмунджом) проводять щоденні перевірки засобів зв'язку та мають можливість спілкуватися віч-на-віч, коли того вимагає ситуація.

## Командувачі Командування ООН
| №  | Зображення (фото) | Ім'я                                                                     | Початок          | Завершення       | Термін перебування |
| -- | ----------------- | ------------------------------------------------------------------------ | ---------------- | ---------------- | ------------------ |
| 1  |                   | генерал армії Дуглас Макартур (англ. Douglas MacArthur) (1880–1964)      | 7 липня 1950     | 11 квітня 1951   | 278 днів           |
| 2  |                   | генерал Метью Ріджвей (англ. Matthew Ridgway) (1895–1993)                | 11 квітня 1951   | 12 травня 1952   | 1 рік, 31 день     |
| 3  |                   | генерал Марк Вейн Кларк (англ. Mark W. Clark) (1896–1984)                | 12 травня 1952   | 7 жовтня 1953    | 1 рік, 148 днів    |
| 4  |                   | генерал Джон Едвін Халл (англ. John Edwin Hull) (1895–1975)              | 7 жовтня 1953    | 1 квітня 1955    | 1 рік, 176 днів    |
| 5  |                   | генерал Максвелл Давенпорт Тейлор (англ. Maxwell D. Taylor) (1901–1987)  | 1 квітня 1955    | 5 червня 1955    | 65 днів            |
| 6  |                   | генерал Ліман Лемніцер (англ. Lyman Lemnitzer) (1899–1988)               | 5 червня 1955    | 1 липня 1957     | 2 роки, 26 днів    |
| 7  |                   | генерал Джордж Декер (англ. George Henry Decker) (1902–1980)             | 1 липня 1957     | 30 червня 1959   | 1 рік, 364 дні     |
| 8  |                   | генерал Картер Боуї Магрудер (англ. Carter B. Magruder) (1900–1988)      | 1 липня 1959     | 30 червня 1961   | 1 рік, 364 дні     |
| 9  |                   | генерал Гай Стенлі Мелой (англ. Guy Stanley Meloy) (1903–1968)           | 1 липня 1961     | 31 липня 1963    | 2 роки, 30 днів    |
| 10 |                   | генерал Гамільтон Хоуз (англ. Hamilton H. Howze) (1908–1998)             | 1 серпня 1963    | 15 червня 1965   | 1 рік, 318 днів    |
| 11 |                   | генерал Дуайт Едвард Біч (англ. Dwight E. Beach) (1908–2000)             | 16 червня 1965   | 31 серпня 1966   | 1 рік, 76 днів     |
| 12 |                   | генерал Чарльз Боністил III (англ. Charles H. Bonesteel III) (1909–1977) | 1 вересня 1966   | 30 вересня 1969  | 3 роки, 29 днів    |
| 13 |                   | генерал Джон Міхаеліс (англ. John H. Michaelis) (1912–1985)              | 1 жовтня 1969    | 31 серпня 1972   | 2 роки, 335 днів   |
| 14 |                   | генерал Дональд Беннет (англ. Donald V. Bennett) (1915–2005)             | 1 вересня 1972   | 31 липня 1973    | 333 дні            |
| 15 |                   | генерал Річард Стілвелл (англ. Richard G. Stilwell) (1917–1991)          | 1 серпня 1973    | 8 жовтня 1976    | 3 роки, 68 днів    |
| 16 |                   | генерал Джон Вільям Вессі (англ. John William Vessey Jr.) (1922–2016)    | 8 жовтня 1976    | 10 липня 1979    | 2 роки, 275 днів   |
| 17 |                   | генерал Джон Адамс Вікем (англ. John A. Wickham Jr.) (нар.1928)          | 10 липня 1979    | 4 червня 1982    | 2 роки, 329 днів   |
| 18 |                   | генерал Роберт Сенневальд (англ. Robert W. Sennewald) (нар.1929)         | 4 червня 1982    | 1 червня 1984    | 1 рік, 363 дні     |
| 19 |                   | генерал Вільям Лівсі (англ. William J. Livsey) (1931–2016)               | 1 червня 1984    | 25 червня 1987   | 3 роки, 24 дні     |
| 20 |                   | генерал Луїс Менетрі (англ. Louis C. Menetrey) (1929–2009)               | 25 червня 1987   | 26 червня 1990   | 3 роки, 1 день     |
| 21 |                   | генерал Роберт РісКассі (англ. Robert W. RisCassi) (нар.1936)            | 26 червня 1990   | 15 червня 1993   | 2 роки, 354 дні    |
| 22 |                   | генерал Гері Едвард Лак (англ. Gary Edward Luck) (нар.1937)              | 15 червня 1993   | 9 липня 1996     | 3 роки, 24 дні     |
| 23 |                   | генерал Джон Гарольд Тілеллі (англ. John Harold Tilelli) (нар.1941)      | 9 липня 1996     | 9 грудня 1999    | 3 роки, 153 дні    |
| 24 |                   | генерал Томас Шварц (англ. Thomas A. Schwartz) (нар.1945)                | 9 грудня 1999    | 1 травня 2002    | 2 роки, 143 дні    |
| 25 |                   | генерал Леон ЛаПорте (англ. Leon J. LaPorte) (нар.1946)                  | 1 травня 2002    | 3 лютого 2006    | 3 роки, 278 днів   |
| 26 |                   | генерал Бервелл Белл III (англ. Burwell Baxter Bell III) (нар.1947)      | 3 лютого 2006    | 3 червня 2008    | 2 роки, 121 день   |
| 27 |                   | генерал Волтер Шарп (англ. Walter L. Sharp) (нар.1952)                   | 3 червня 2008    | 14 липня 2011    | 3 роки, 41 день    |
| 28 |                   | генерал Джеймс Турман (англ. James D. Thurman) (нар.1953)                | 14 липня 2011    | 12 жовтня 2013   | 2 роки, 80 днів    |
| 29 |                   | генерал Кертіс Скапаротті (англ. Curtis Scaparrotti) (нар.1956)          | 12 жовтня 2013   | 30 квітня 2016   | 2 роки, 211 днів   |
| 30 |                   | генерал Вінсент Кейт Брукс (англ. Vincent K. Brooks) (нар.1958)          | 30 квітня 2016   | 8 листопада 2018 | 2 роки, 192 дні    |
| 31 |                   | генерал Роберт Абрамс (англ. Robert B. Abrams) (нар.1960)                | 8 листопада 2018 | 2 липня 2021     | 2 роки, 236 днів   |
| 32 |                   | генерал Пол ЛаКамера (англ. Paul LaCamera) (нар.1963)                    | 2 липня 2021     | по т.ч.          | в посаді           |